# Олельковичі

Герб Олельковичів (Гедиміновичів)

Оле́льковичі — литовсько-руський князівський рід, князі слуцькі та київські.
Походив від київського князя Володимира Ольгердовича (?—1398), сина великого князя литовського Ольгерда та вітебської княжни Марії Ярославни. В 1362–1392 роках (за іншими даними 1362-1394) князь київський. Позбавлений престолу Вітовтом. Перебував у залежності від татарського хана і карбував власні монети. Підтримував Києво-Печерський монастир. Мав дипломатичну підтримку деяких країн Європи. Був противником союзу Москви та Литви.

## Персоналії
- Олелько Володимирович (Олександр Володимирович; пом. 1455, за іншими даними 1454) — київський удільний князь 1443—1455; за іншими даними, 1440—1455). Внук Ольгерда, був одружений з Анастасією — дочкою московського князя Василія Дмитровича та Софії Витовтівни. Прагнув зміцнити політичну автономію Київського князівства, що перебувало у залежності від Великого князівства Литовського. Вів боротьбу проти нападів татар на південноукраїнські землі. Сприяв розвиткові української православної церкви і культури;
  - Семеон (Семен) Олелькович (1418—1470) — останній київський удільний князь (1455—1470). Правнук Великого князя Литовського Ольгерда. В 1458 році за князя Семеона Олельковича православна церква в Україні відокремилась від Московської митрополії і перетворена на самостійну Київську митрополію. По смерті Семена Олельковича Казимир IV Ягеллончик не передав Київське князівство братові Семеона Михайлу, а поставив київським воєводою Гаштовта Мартина всупереч волі киян, фактично ліквідувавши Київське князівство;
    - Василь Семенович (? — 4.07.1495) — князь пінський (1471—1495 рр.).
    - Софія Семенівна — дружина Михайла Борисовича, Великого князя Тверського.
    - Олександра Семенівна — дружина Федора Івановича Боровського, князя Пінського (1495—1521).

  - Михайло Олелькович (1420 — 30 серпня 1481) брат Семеона Олельковича, князь слуцький. В 1481 спільно з князями О. Бєльським та Іваном Гольшанським у відповідь на ліквідацію удільних князівств, насамперед, Київського, організував змову з метою вбити польського короля Казимира IV. Після викриття змови в 1481 році його було страчено у Києві (за іншими даними, у Вільнюсі). Від Михайла Олельковича походив рід українських князів Слуцьких;
    - Семен Михайлович Олелькович (1449 — 14 листопада 1505) — один з претендентів на литовський великокнязівський престол після смерті Казимира IV в 1492;
      - Юрій Семенович Олелькович (1478 — 17 квітня 1542) — український державний діяч, член Ради Панів Великого князівства Литовського. Підтримував політичні плани князя К. Острозького. В 1530 році одружився з княжною Е. Радзивілл. Був власником величезних земельних володінь у Білорусі (маєток Метявичі та ін.);
        - Юрій Юрійович Слуцький (1521 — 9 листопада 1578) — князь, член Ради Панів, польський сенатор (1577) перетворив Слуцьк у центр православної культури, похований у Києво-Печерському монастирі; дружина — Катажина Тенчинська, донька львівського каштеляна Станіслав Тенчинського.
          - Юрій Юрійович Слуцький (молодший) (17 серпня 1559 — 6 травня 1586) — син Юрія Юрійовича.
            - Софія Слуцька (1 травня 1586 — 9 березня 1612) одружилася з Янушем Радзивіллом у 1600 році, після чого Слуцьке князівство перейшло у власність Радзивіллів.

          - Іван Симеон Юрійович Олелькович-Слуцький, дружина — Софія Мелецька (дочка Миколая[1])
            - Катерина (9 березня 1612 — 9 березня 1612)

          - Олександр Юрійович Слуцький (?—26.6.1591, Краків[2]) — князь слуцький (1578—1591)

        - Семен Юрійович Слуцький — чоловік Гальшки Острозької

      - Олександра Семенівна Олельківна-Слуцька — дружина Костянтина Івановича Острозького, мати Василя-Костянтина Костянтиновича Острозького.

    - донька (ім'я невідоме) — дружина князя Юрія Пронського
    - Євдокія Олельківна (?—1468) — дружина господаря Молдавії Штефана
    - Федора Олельківна — дружина князя Семена Юрійовича (може, Гольшанського).